# Clavactinia gallensis
Clavactinia gallensis is een hydroïdpoliep uit de familie Hydractiniidae. De poliep komt uit het geslacht Clavactinia. Clavactinia gallensis werd in 1904 voor het eerst wetenschappelijk beschreven door Thornely. 